# Desognaphosa solomoni
Desognaphosa solomoni is een spinnensoort uit de familie Trochanteriidae. De soort komt voor in Salomonseilanden.